# Lagos Open 1976 - Doppio
Il doppio del Lagos Open 1976 è stato un torneo di tennis facente parte della categoria World Championship Tennis.
Il torneo è terminato dopo la prima semifinale.

## Teste di serie
1. Bob Lutz /  Stan Smith (primo turno)

1. Wojciech Fibak /  Karl Meiler (primo turno)

## Tabellone

### Legenda
| - Q = Qualificato - WC = Wild card - LL = Lucky loser | - ALT = Alternate - SE = Special Exempt - PR = Protected Ranking | - w/o = Walkover - r = Ritirato - d = Squalificato |

|  | Quarti di finale              | Quarti di finale               | Quarti di finale               | Quarti di finale | Quarti di finale |  |  | Semifinali                     | Semifinali                     | Semifinali                     | Semifinali                    | Semifinali |     |     | Finale                | Finale                | Finale                | Finale                | Finale                |  |
|  |                               |                                |                                |                  |                  |  |  |                                |                                |                                |                               |            |     |     |                       |                       |                       |                       |                       |  |
|  |                               | Ismail El Shafei Brian Fairlie | 6                              | 2                | 6                |  |  |                                |                                |                                |                               |            |     |     |                       |                       |                       |                       |                       |  |
|  | 1                             | Bob Lutz Stan Smith            | 4                              | 6                | 3                |  |  | Ismail El Shafei Brian Fairlie | Ismail El Shafei Brian Fairlie | Ismail El Shafei Brian Fairlie | 5                             | 0          |     |     |                       |                       |                       |                       |                       |  |
|  | Arthur Ashe Tom Okker         | Arthur Ashe Tom Okker          | Arthur Ashe Tom Okker          | 6                | 7                |  |  | Arthur Ashe Tom Okker          | Arthur Ashe Tom Okker          | Arthur Ashe Tom Okker          | 7                             | 6          |     |     |                       |                       |                       |                       |                       |  |
|  | Jeff Borowiak Dick Crealy     | Jeff Borowiak Dick Crealy      | Jeff Borowiak Dick Crealy      | 3                | 6                |  |  |                                |                                |                                |                               |            |     |     | Arthur Ashe Tom Okker | Arthur Ashe Tom Okker | Arthur Ashe Tom Okker | Arthur Ashe Tom Okker | Arthur Ashe Tom Okker |  |
|  | Dick Stockton Erik Van Dillen | Dick Stockton Erik Van Dillen  | Dick Stockton Erik Van Dillen  | 6                | 7                |  |  |                                |                                | - -                            | - -                           | - -        | - - | - - |                       |                       |                       |                       |                       |  |
|  | Eddie Dibbs Harold Solomon    | Eddie Dibbs Harold Solomon     | Eddie Dibbs Harold Solomon     | 2                | 5                |  |  | Dick Stockton Erik Van Dillen  | Dick Stockton Erik Van Dillen  | Dick Stockton Erik Van Dillen  | Dick Stockton Erik Van Dillen | n.d.       |     |     |                       |                       |                       |                       |                       |  |
|  | 2                             | Wojciech Fibak Karl Meiler     | Wojciech Fibak Karl Meiler     | 6                | 6                |  |  | Wojciech Fibak Karl Meiler     | Wojciech Fibak Karl Meiler     | Wojciech Fibak Karl Meiler     | Wojciech Fibak Karl Meiler    | n.d.       |     |     |                       |                       |                       |                       |                       |  |
|  |                               | Yenesi Allen Lawrence Awopegba | Yenesi Allen Lawrence Awopegba | 4                | 2                |  |  |                                |                                |                                |                               |            |     |     |                       |                       |                       |                       |                       |  |